# Labiobaetis vulgaris
Labiobaetis vulgaris är en dagsländeart som beskrevs av Gattolliat 2001. Labiobaetis vulgaris ingår i släktet Labiobaetis och familjen ådagsländor. Inga underarter finns listade i Catalogue of Life.